# メリディアンプロモーション
株式会社メリディアンプロモーション（英文社名：Meridian Promotion Co., Ltd.）は、アナウンサー・リポーター職の者が多く在籍するフリーアナウンサー事務所である。

## 概要
2002年（平成14年）NHKに在籍していた牛窪万里子が設立。主にNHKキャスターや、放送局出身アナウンサーが在籍している。
メリディアンアナウンススクールを設立し、そこからも多くのアナウンサー・リポーターを輩出している。

## 所属アナウンサー
- 牛窪万里子（元NHK）代表取締役
- 大谷元子　取締役
- 東ふき（元仙台放送）日本テレビ情報ライブミヤネ屋リポーター
- 若槻智子（元瀬戸内海放送）
- 山本ミッシェールのぞみ　NHK国際放送アナウンサー
- 豊島ゆり（元NHK岡山放送局）
- 林韻
- 玉木彩香
- 野村夏子
- 石井麻由子（元NHKアナウンサー）